# دریای سیاه (فیلم ۲۰۱۸)
دریای سیاه (به انگلیسی: Black Water) یک فیلم اکشن و دلهره‌آور آمریکایی محصول سال ۲۰۱۸ به کارگردانی پاشا پاتریکی با بازی ژان کلود ون دام و دولف لاندگرن است. این فیلم پنجمین همکاری این دو بازیگر محسوب می‌شود. فیلم در ۲۵ می ۲۰۱۸ به صورت فیلم ویدئویی در آمریکا منتشر شد.
اگرچه پاشا پاتریکی فیلمبردار به عنوان کارگردان شناخته می‌شود، اما آلن اونگار کارگردانی فیلم را برعهده داشت اما به دلایل قراردادی نمی‌توان از او نام برد.

## خلاصه داستان
فیلم در مورد یک مأمور مخفی بنام اسکات ویلر (ژان کلود ون دام) می‌باشد که خودش را در یک زیر دریایی زندانی شده می‌بیند. او به کمک یک زندانی (دولف لاندگرن) دیگر و همکار اماتورش، می‌بایست با زمان مسابقه دهد تا از آن جا فرار کند و مقصر اصلی این ماجرا را افشا کند.

## فیلم‌برداری
گزارش‌های اولیه حاکی از آن بود که تصویربرداری اصلی در ژانویه ۲۰۱۷ آغاز شد و «برخی از فیلم‌برداری» در موبیل، آلاباما انجام شد. تولید تا ۳۱ مارس ۲۰۱۷ به پایان رسید، ولی ون دام یک ماه قبل (در ۲۷ فوریه) اظهار داشت: ما رسماً فیلمبرداری را تمام کردیم. از همه بازیگران و گروه متشکریم! کار کردن با شما باعث خوشحالی بود.